# George Plafker
George Plafker (* 6. März 1929 in Upland (Pennsylvania)) ist ein US-amerikanischer Geologe und Geophysiker.
Plafker studierte am Brooklyn College mit dem Bachelorabschluss 1949 und an der University of California, Berkeley mit dem Masterabschluss 1956 und wurde 1972 an der Stanford University in Geologie und Geophysik promoviert. Dazwischen war er 1949/50 Ingenieurgeologe für das US Corps of Engineers im Distrikt Sacramento und von 1951 bis 1956 beim US Geological Survey (USGS) zunächst in der Abteilung Militärgeologie und ab 1952 in der Abteilung Alaska (Hauptquartier war wie für den ganzen westlichen Bezirk damals in Menlo Park). Von 1956 bis 1962 war er Erdölgeologe für Standard Oil of California unter anderem in Bolivien und Guatemala. Von 1962 bis zu seiner Pensionierung 1995 war er Forschungsgeologe beim US Geological Survey. Danach war er beratender Ingenieurgeologe.
Er befasste sich mit Erdbebengefahren in Alaska (Tsunamis, Erdrutsche), dem Zusammenhang von tektonischer Deformation und großen Erdbeben (mit Beobachtungen in Alaska, Mittel- und Südamerika), Erdölvorkommen im Golf von Alaska und benachbarten Offshore-Bereichen, der tiefen Krustenstruktur Alaskas und Ingenieurgeologie. In der Analyse großer Erdbeben in Alaska (Karfreitagsbeben 1964) und in Chile in den 1960er Jahren (wie das Erdbeben von Valdivia 1960) fand er in der Frühzeit der Plattentektonik Hinweise auf deren Ursachen in Subduktionszonen. Beim Alaska-Beben vom 27. März 1964, dem mit einer Stärke von 9,2 auf der Richterskala größten verzeichneten Beben in der Geschichte der USA, war Plafker auf einer regionalen Konferenz der Geological Society of America in Seattle (er selbst spürte nichts, Kollegen in der Space Needle aber die für große Beben typischen langen Schwingungen) und wurde sofort mit seinen USGS-Kollegen Art Grantz und Reuben Kachadoorian in das Erdbebengebiet geschickt. Damals war er wie seine Begleiter noch kein Erdbebenspezialist, aber Feldgeologe mit Erfahrung in Alaska. Nach einer Woche Feldstudien vor Ort kehrten sie zurück und gaben den vorläufigen Bericht (Circular 491) heraus, der die intensiveren Forschungen im Sommer plante. Dabei wurden insbesondere die ausgedehnten Landhebungen und -senkungen aufgenommen und die Ergebnisse flossen in einen Science-Aufsatz von 1965 ein. Die Gebiete großflächiger Hebungen und Senkungen wurden durch eine 800 km lange Verwerfungslinie auf dem Meeresboden parallel zum Aleutengraben deutlich getrennt und waren ein klarer Hinweis auf Subduktion von Platten als Ursache – die pazifische Platte wurde im Aleutengraben unter Alaska geschoben. Zuvor war die bevorzugte Erklärung die einer horizontalen Rotation gegen den Uhrzeigersinn der pazifischen Platte gegen die nordamerikanische Platte. Später wurden sie als Zweigverwerfung (splay fault) eingeordnet entlang einer Verwerfungslinie, die tief bis in die Subduktionsebene hinabreichte und entlang der Alaska gegenüber dem pazifischen Vorland eine vertikale Drehbewegung ausführte, bei der das Hinterland abgesenkt wurde, die aber dort, wo die Verwerfung am Meeresboden austrat, eine Hebung verursachte, was Plafker besonders bei der Untersuchung der Anhebung von Montague Island ausmachte. Auf der anderen Seite der Verwerfungslinie zum Pazifik hin kam es zu großflächigen Senkungen. Plafker fand durch Untersuchung der regionalen Geologie, dass das beobachtete Deformationsverhalten sich auch in den Erdbeben und tektonischen Bewegungen der Vergangenheit wiederfand. Die von Plafker und Kollegen eindrucksvoll dokumentierte Gewalt des Bebens machte der Öffentlichkeit in den USA die Gefahren von Erdbeben bewusst und verdeutlichte plastisch dessen plattentektonische Ursachen. Bald darauf unterzog er das Chile-Erdbeben von 1960 mit der Stärke 9,5 einer erneuten Analyse und nach Studien entlang über tausend Kilometer Küstenlinie vor Ort kamen er und Kollegen zu einer ähnlichen Erklärung wie beim Alaska-Beben (Megathrust-Beben).
2017 erhielt er die Penrose-Medaille. 1967 erhielt er den Harry Oscar Wood Award in Seismologie und 2017 die Harry Fielding Reid Medal der Seismological Society of America und 1979 den Distinguished Service Award des US-Innenministeriums. Er ist Mitglied der American Association for the Advancement of Science.
Er war seit 1949 verheiratet und hat drei Kinder.

## Schriften (Auswahl)
- Tectonic deformation associated with the 1964 Alaska earthquake, Science, Band 148, 1965, S. 1675–1687
- Tectonics of the March 27, 1964, Alaska Earthquake: U.S. Geol. Surv. Prof. Paper 543–I, 1969 (74 Seiten)
- mit J. C. Savage: Mechanism of the Chilean Earthquakes of May 21 and 22, 1960, Bulletin of the Geological Society of America,  Nr. 81/4, April 1970, S. 1001–1030
- The Alaskan earthquake of 1964 and Chilean earthquake of 1960; Implications for arc tectonics and tsunami generation,  J. Geophys.  Res., Band 77, 1972, S. 901–925.
- Tectonic aspects of the Guatemala earthquake of 4 Feb., 1976, Science, Band 193, 1976, S. 1201–1208.
- mit H. C. Berg (Hrsg.): The geology of Alaska, Geological Society of America, The Geology of North America, Band G 1, Boulder 1994, darin von Plafker:
  - mit H. C. Berg: An overview over the geology and tectonic structure of Alaska, S. 989–1021
  - mit L. M. Gilpin, J. C. Lahr: Neotectonic map of Alaska, Maßstab 1 : 2,5 Millionen
  - mit J. C. Moore, G. R. Winkler: Geology of the Southern Alaska Margin, S. 389–449

## Weblink
- Biographische Daten, Iris (pdf)